# Thérouldeville
Thérouldeville – miejscowość i gmina we Francji, w regionie Normandia, w departamencie Sekwana Nadmorska.
Według danych na rok 1990 gminę zamieszkiwały 423 osoby, a gęstość zaludnienia wynosiła 92 osoby/km² (wśród 1421 gmin Górnej Normandii Thérouldeville plasuje się na 512. miejscu pod względem liczby ludności, natomiast pod względem powierzchni na miejscu 719.).